# Husbands Bosworth
Husbands Bosworth est une paroisse civile et un village du Leicestershire, en Angleterre.